# Soto Goro
Soto Goro es una localidad uruguaya del departamento de Cerro Largo.

## Ubicación
La localidad se encuentra situada, en la zona norte del departamento de Cerro Largo, sobre la cuchilla Grande, próximo a las costas del arroyo de las Pajas, y al sureste de la localidad de Isidoro Noblía, se accede a ella desde la ruta 8.

## Población
De acuerdo al censo de 2011 la localidad contaba con una población de 9 habitantes.
| 89            | 62 | 54 | 38 | 31 | 9 |
| (Fuente: INE) |    |    |    |    |   |